# Едмон Махтенс (стадіон)
Стадіон Едмон Махтенс (фр. Stade Edmond Machtens, нід. Edmond Machtensstadion) — футбольний стадіон, розташований у муніципалітеті Моленбек-Сен-Жан у Брюсселі, Бельгія. Місткість стадіону — 12 266 місць.

## Історія
З моменту об'єднання 2003 року клубів  «Моленбек» і KFC Strombeek і до його розформування 2014 року він був домашнім стадіоном клубу бельгійського другого дивізіону «Брюссель». До цього він був домашнім стадіоном R White Daring Molenbeek і «Дарінг» (Брюссель). З 2015 року він є домашнім стадіоном для відновленої команди РВДМ 47.
Названий на честь Едмона Махтенса, який був мером Моленбек-Сен-Жана з 1939 року до своєї смерті в 1978 році. Раніше стадіон був відомий як стадіон «Оскар Боссаерт» і прийняв ряд матчів національної збірної Бельгії з футболу протягом 1920-х років, а також товариську гру проти Франції в 1945 році. Оскар Боссаерт був колишнім гравцем клуб «Дарінг» (Брюссель), політиком і бізнесменом.
Стадіон складається з трьох трибун: одна за воротами з місцями для стояння, дві інші — сидячі, розташовані вздовж поля. За другими воротами знаходиться ряд дерев, які затемнюють поле. Також є 622 місця в бізнес-секторі. У 2005 році трибуна 2 була перейменована на трибуну Раймонд Гуталс, колишнього гравця клубу «Дарінг».
Влітку 2022 року на стадіоні були проведені ремонтні роботи. Було покладено новий газон та приведено до ладу трибуни.

## Галерея

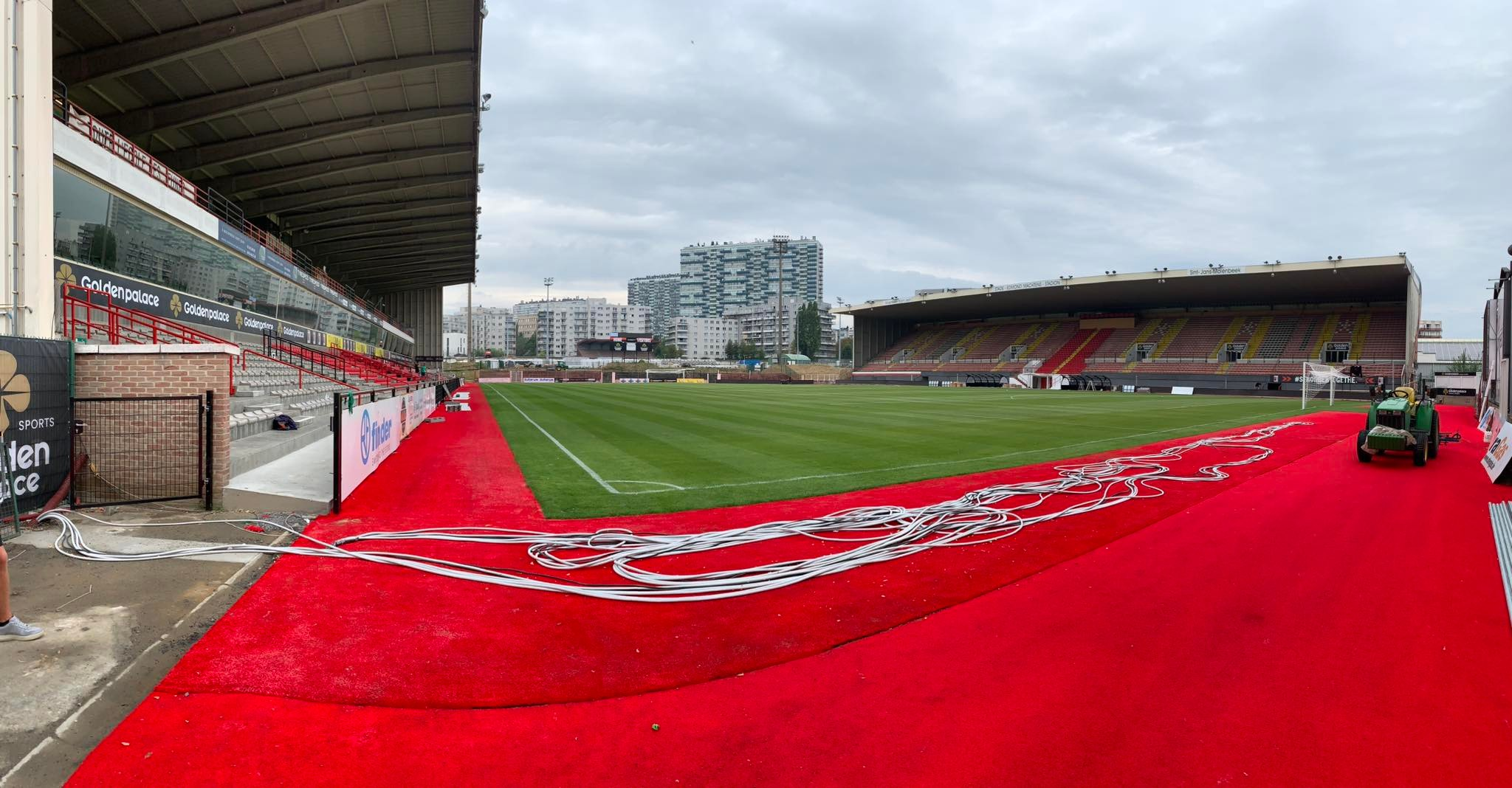
Стадіон у Моленбеку (вересень 2022)
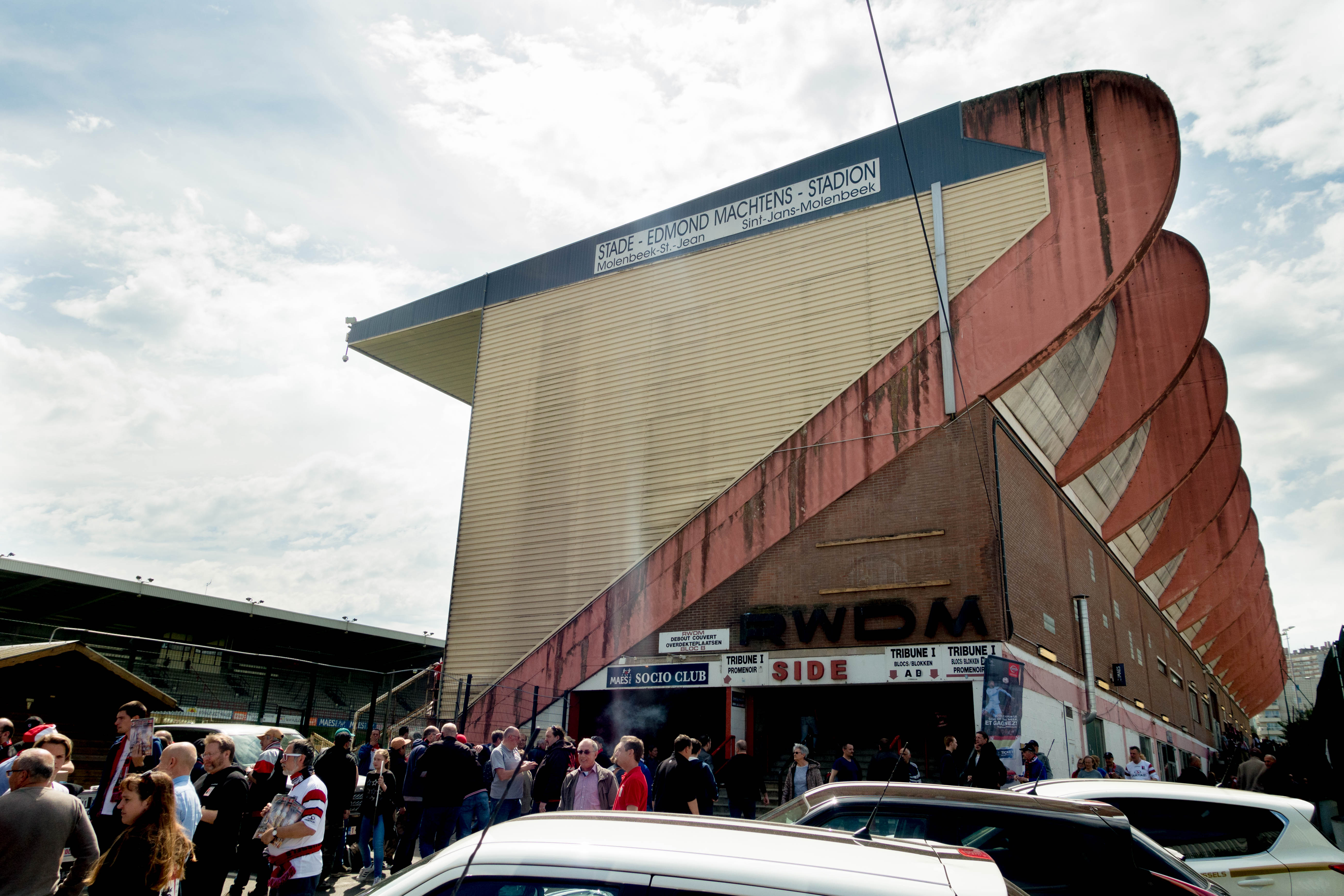
Стадіон у Моленбеку (2017)
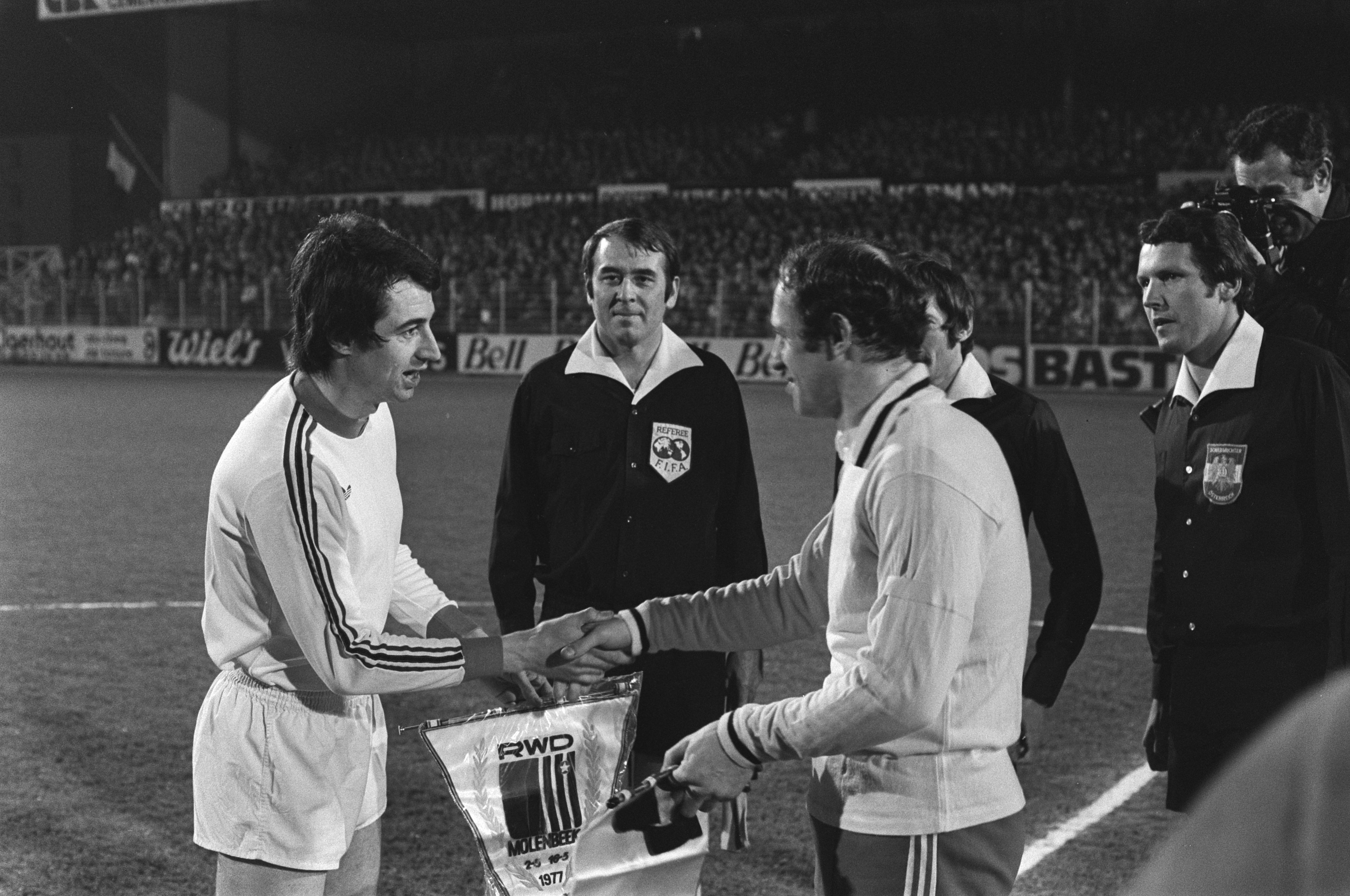
Захисник Алекс Лафонт (ліворуч) і воротар Едді Трейтел (праворуч) перед матчем Кубка УЄФА між командами Моленбек і Феєнорд (16.03.1977)